# Cieśnina Ombai
Cieśnina Ombai (indonez. Selat Ombai) – cieśnina między Indonezją a Timorem Wschodnim; łączy morze Sawu z morzem Banda (poprzez cieśninę Wetar) pomiędzy grupami wysp Solor i Alor (na północy) i wyspą Timor (na południu); długość ok. 320 km, szerokość 35 km. Istotny szlak żeglugowy.
Przy wschodnim wejściu do cieśniny na wyspie Timor leży miasto Dili.
Obszar w pobliżu cieśniny jest obfity w wiele różnych zwierząt, z których większość podlega ochronie. W 2008 roku naukowcy z Timoru Wschodniego i Australii badając cieśniny Wetar i Ombai odkryli w pobliżu głębokiego kanału morskiego wiele rzadkich gatunków, m.in. płetwale błękitne, wale dziobogłowe, grindwale pacyficzne, zwane też pilotami, delfiny grubogłowe i 6 innych rodzajów delfinów.